# IWC Schaffhausen
IWC Schaffhausen, nome da International Watch Company é uma empresa suíça fabricante de relógios de pulso de luxo, fundada em Schaffhausen no ano de 1868 pelo relojoeiro americano Florentine Ariosto Jones. Pertence ao grupo Richemont e é sobretudo conhecida pelos seus relógios de aviação. 
Foi detida pelo famoso psiquiatra suíço Carl Jung e pela sua mulher Emma Jung entre 1905 e 1955.